# Storosa tetrica
Storosa tetrica är en spindelart som först beskrevs av Simon 1908.  Storosa tetrica ingår i släktet Storosa och familjen Zodariidae.
Artens utbredningsområde är Western Australia. Inga underarter finns listade i Catalogue of Life.